# Iglesia de Nuestra Señora de la Asunción (Gósol)
La iglesia de Nuestra Señora de la Asunción es un edificio situado en la localidad española de Gósol, en la provincia de Lérida.

## Descripción
El edificio se encuentra en la localidad española de Gósol, perteneciente a la provincia de Lérida, en la comunidad autónoma de Cataluña. Se menciona como iglesia parroquial del lugar en el octavo volumen del Diccionario geográfico-estadístico-histórico de España y sus posesiones de Ultramar de Pascual Madoz, donde aparece descrita con las siguientes palabras:

una igl. parr. (Ntra. Sra. de la Asuncion, vulgo Sta. Maria de Gosol), que tiene por anejo á la de la ald. de Sorrivas ser vida por un cura párroco y un vicario dependiente de él: el edificio que se encuentra en la cima del monte á cuyo pié está el pueblo y en el mismo parage donde este existia antiguamente, es de una sola nave de órden gótico, y encierra 5 altares sin ninguna particularidad; tiene de larga 180 palmos y 60 de ancho, y á un estremo una torre cuadrada de 80 palmos de elevacion con 2 campanas y un reloj que al dar las horas se estiende el eco por toda la campiña; el cementerio contiguo y bien ventilado es capaz y no perjudica á la salud pública:
(Madoz, 1847, p. 452)